# アースグレイジング火球

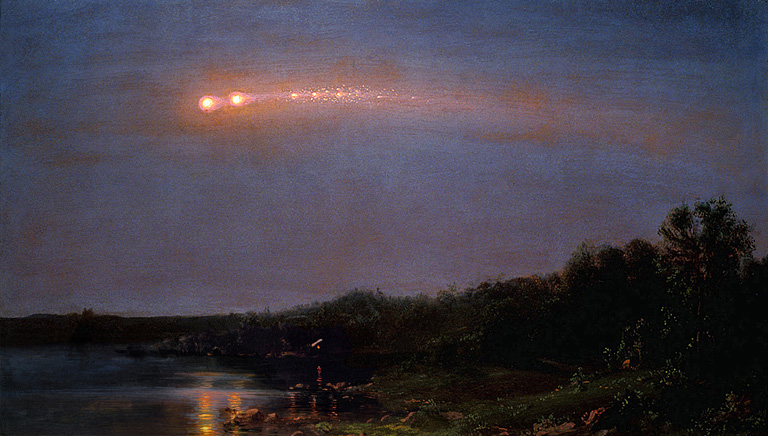
フレデリック・エドウィン・チャーチが描いた、1860 年の流星物体の油彩画。2010 年に、それは地球をかすめる流星の隊列であると判明した。

アースグレイジング火球（アースグレイジングかきゅう）とは飛翔経路が地球の接線方向になることで地表からの観測ではあたかも再上昇するように見える軌道を描く火球である。

## 概要
地表との角度が浅いため、地上からはゆっくりと水平に移動しているように見える。場合によっては人工衛星の大気圏再突入と誤認する可能性もある。
これまでに国内外で観測されている。飛翔経路は大気圏内上層を通過する事で発光する。

## 主なアースグレイジング火球
- 1972年の昼間火球
- 1990年10月13日のアースグレイジング火球（英語版） ‐ チェコスロバキア、ポーランド上空をかすめヨーロッパ・ファイアボール・ネットワーク（英語版）に観測された[4]。
- 2006年3月29日の長経路流星